# Yutian, Tangshan
Yutian är ett härad som lyder under Tangshans stad på prefekturnivå i Hebei-provinsen i norra Kina. Det ligger omkring 120 kilometer öster om huvudstaden Peking. 